# Chris Pontius (Fußballspieler)
Christopher „Chris“ Richard Pontius (* 12. Mai 1987 in Yorba Linda, Kalifornien) ist ein ehemaliger US-amerikanischer Fußballspieler auf der Position eines Stürmers und offensiven Mittelfeldspielers.

## Karriere

### Jugendkarriere
Der im Jahre 1987 als Sohn von Richard und Mary Ellen Pontius im Orange County geborene und aufgewachsene Chris Pontius begann seine Karriere als Fußballspieler noch in jungen Jahren. Bereits während seiner Schulausbildung spielte Pontius, der mit Sarah, David und Tim auch drei Geschwister hat, von denen Tim ebenfalls im Fußballsport aktiv ist, erfolgreich Fußball, unter anderem während seiner Zeit an der Servite High School. Bereits zu dieser Zeit war der Offensivakteur, der unter anderem von 2001 bis 2005 den Irvine Strikers angehörte, ein herausragender Spieler, wobei er seine High-School-Zeit als drittbester aller Zeiten der Schule mit 39 erzielten Treffern abschloss. Zudem war er dreifacher All-Serra-League-Preisträger, bekam First-Team-Accolades als Junior und Senior, war zweifacher Division-I-All-CIF und sammelte First-Team-Anerkennung im Jahr 2005. Des Weiteren war Pontius 2005 MVP der Friars sowie MVP der Serra League und bekam eine All-Orange-County-Ehrung. Seine High-School-Laufbahn schloss er mit insgesamt 14 Assists ab, wobei er allein in seinem Senior-Jahr, in dem er auch 24 seiner 39 Tore erzielte, auf eine Bilanz von neun Torvorbereitungen kam.
Nach dem Ende seiner High-School-Karriere endete auch seine Zeit als Aktiver bei den Irvine Strikers und es folgte ein Wechsel an die University of California, Santa Barbara, wo er bei den UC Santa Barbara Gauchos, der Sportabteilung der Universität, beim Herrenfußballteam aktiv war. In seinem Freshman-Jahr absolvierte Pontius 20 von 21 Partien der Gauchos, startete dabei allerdings in lediglich fünf dieser Partien und kam auf eine Torbilanz von insgesamt drei Treffern. Als Sophomore kam Pontius, dessen Hauptstudiengang Soziologie war, in 23 von 25 Meisterschaftsspielen des Teams zum Einsatz, wobei er in 22 dieser Partien von Beginn an am Spielfeld stand. Obwohl er die meiste Zeit auf der linken Seite des Mittelfelds agierte, spielte er auch manchmal in der Abwehrkette bzw. im Offensivbereich. In dieser Zeit erzielte er einen Treffer und legte weitere zwei Treffer für seine Teamkollegen Tino Nuñez und Nick Perera auf. In dieser Saison konnte er sich mit seiner Mannschaft auch in der NCAA Division I Men’s Soccer Championship durchsetzen, wobei die Gauchos in der Finalbegegnung, dem sogenannten College Cup, im Hermann Stadium von St. Louis, Missouri die UCLA Bruins, das College-Sportteam der University of California, Los Angeles, mit 2:1 abfertigten.
Als Junior entwickelte sich Pontius zu einem dynamischen Torjäger, nachdem ihn sein Trainer als Stürmer ins Team holte, wo er schließlich zu einem der besten Stürmer der Big West Conference (BWC) avancierte. Mit elf Treffern aus 21 Einsätzen führte er zum Saisonende nicht nur die interne Torschützenliste seines Teams an, sondern war auch Torschützenkönig der BWC und wurde mitunter gerade deshalb zum „Big West Offensive Player of the Year“ gewählt; eine weitere Auszeichnung erhielt er auch mit der Wahl ins „All-Big-West-First-Team“. Mit seinen 24 Scorerpunkten (elf Treffer und zwei Assists) stand teamintern auf dem zweiten Rang und war gleichzeitig der torgefährlichste Gaucho seit Ivan Becerra, der 2005 zu zwölf Torerfolgen kam. Zudem führte er die Big West Conference mit Saisonende mit fünf spielentscheidenden Treffern an. In seinem Abschlussjahr von der Universität konnte der Offensivakteur seine Leistung noch einmal um ein Weiteres steigern und brachte es bei 22 Einsätzen auf eine Bilanz von 14 Toren und führte sein Team als Co-Kapitän an. Mit 1.883 absolvierten Spielminuten in jedem einzelnen der 22 Meisterschaftspartien seines Teams stand er in der mannschaftsinternen Liste auf dem zweiten Rang und erhielt mit Saisonende zahlreiche Auszeichnungen für seine Leistungen. Darunter unter anderem die Wahlen ins „College-Soccer-News-All-American-Second-Team“, ins „NSCAA-All-American-Third-Team“ und ins „All-Far-West-First-Team“. Des Weiteren war er Semifinalist um den Erhalt der Hermann Trophy, die jährlich an den besten College-Spieler verliehen wird. Während seiner Zeit an der USCB gehörte er der Studentenverbindung Sigma Alpha Epsilon, kurz ΣΑΕ, an.

### Vereinskarriere

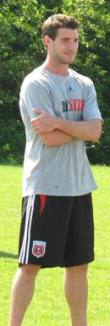
Chris Pontius beim MSI Classic Coach’s Award Program 2009 im Maryland SoccerPlex

Chris Pontius Profikarriere begann mit dem MLS SuperDraft 2009 als der Offensivakteur als siebenter Pick in der ersten Runde zu D.C. United geholt wurde und dort gleich von Anfang an auf allen nur möglichen Offensivpositionen eingesetzt wurde. Bereits bei seinem Debütspiel, dem Saisoneröffnungsspiel gegen LA Galaxy am 22. März, konnte sich der Rookie in Szene setzen und erzielte nach dem Elfertor durch Christian Gómez in der 44. Minute die 2:0-Führung von United in der 62. Spielminute; das Spiel endete nach einem schnellen Doppelpack von Landon Donovan kurz vor Spielende doch noch in einem 2:2-Remis. Bereits in seiner ersten Saison brachte es der 1,83 m große Offensivspieler auf 28 von 30 möglich gewesenen Ligaeinsätzen, von denen er in 23 von Beginn an auf dem Rasen stand. Während dieser Zeit gelangen ihm neben vier Treffern auch drei Torvorlagen für seine Mannschaftskameraden. Mit der Mannschaft schaffte es Pontius auch ins Finale des Lamar Hunt U.S. Open Cup des Jahres 2009, wo der Pokalsieger des Vorjahres allerdings nicht den Titel verteidigen konnte und sich gegen den Seattle Sounders FC mit 1:2 geschlagen geben musste. Insgesamt kam Pontius in dieser Spielzeit in allen Wettbewerben zusammengerechnet auf eine Bilanz von 40 von 44 möglich gewesenen Einsätzen, davon 31 Starts, acht Tore und sechs Torvorlagen.
2010 zeichnete sich D.C. United als schlechteste Mannschaft der Liga ab, wobei die Erfolge bis zum Saisonende weitgehend ausblieben und es die Mannschaft lediglich auf 22 Punkte aus 30 Spielen brachte. Aufgrund einer Oberschenkelverletzung schied Pontius einen Großteil des Spieljahres 2010 aus und musste am 21. September aufgrund der Verletzung sogar operiert werden, nachdem er davor am 28. August gegen den CD Chivas USA zum letzten Mal für United auf dem Spielfeld stand. Bis zum Saisonende brachte er es dabei auf 17 Meisterschaftseinsätze, von denen er in 13 Partien startete. Sein bestes Spiel absolvierte er am 10. Juni beim 3:2-Auswärtserfolg über den Seattle Sounders FC, als er zwei Tore erzielte und das dritte vorbereitete; verschiedene Medien wiesen Pontius sogar einen Hattrick zu, obwohl dies offiziell nicht so gewertet wurde. Während die Mannschaft nach 79. Minuten bereits mit 3:0 führte, holten die Sounders nach Treffern von James Riley (89.) und Fredy Montero (90.) noch zwei Tore zum 3:2-Endstand auf. Diese Leistung des Offensivakteurs führte nach der abgeschlossenen Runde auch zur offiziellen Wahl zum Spieler der Woche.
Im Spieljahr 2011 kehrte Pontius wieder zu alter Stärke zurück, wurde in 25 Ligaspielen eingesetzt, von denen er als Stammakteur in allen von Beginn an auflief. Auf sieben Treffer und fünf Assists brachte er es in all diesen 25 Partien, dabei gelangen ihm unter anderem auch zwei Doppelpacks in Spielen gegen den Toronto FC und die Vancouver Whitecaps. Ein besonderes Spiel absolvierte er auch am 10. September beim 3:0-Erfolg der Mannschaft über den CD Chivas USA, als er zu allen drei Treffern von Charlie Davies die Vorlage machte. Zwei Vorlagen davon kamen direkt, die dritte nach einem Foul an Pontius durch den Brasilianer David Júnior Lopes, der dafür die Rote Karte bekam, nur indirekt. 2012 kam Chris Pontius bis dato (Stand: 23. Juli 2012) in 17 Ligapartien zum Einsatz, in denen er sich als einer der torgefährlichsten Spieler der Liga abzeichnete und es bis zu diesem Zeitpunkt auf neun Treffer und einen Assist brachte. Zu diesen Treffern gehören unter anderem ein Hattrick, den er am 22. April beim 4:1-Erfolg über die New York Red Bulls erzielte, sowie ein Doppelpack bei der 2:3-Niederlage am 24. Juni ebenfalls gegen die New York Red Bulls.

### Nationalmannschaftskarriere
In der Vorweihnachtszeit 2009 wurde Pontius erstmals von Trainer Bob Bradley für das Trainingscamp und die Vorbereitung zum Länderspiel Anfang Januar 2010 gegen Honduras in den Kader der US-amerikanischen Fußballnationalmannschaft geholt. Auch im Februar 2010 holte Bradley den jungen Offensivgeist von D.C. United zu sich ins Nationalteam und ließ den Spieler die Vorbereitung auf das Länderspiel gegen El Salvador absolvieren. Nachdem er schließlich auch für das Spiel am 24. Februar 2010 im 20-Mann-Kader der USA stand, fand er im Spielverlauf selbst allerdings keine Berücksichtigung. Ende August 2011 schaffte Pontius ein weiteres Mal den Sprung in die Nationalmannschaft, als er für die September-Spiele gegen Costa Rica und Belgien vom neuen Cheftrainer des US-Teams, Jürgen Klinsmann, in die Mannschaft berufen wurde. Nachdem Chris Pontius und Jonathan Spector nur für die verletzungsbedingt ausgefallenen Zach Loyd und Heath Pearce nachnominiert wurden, kehrte Pontius bereits nach der 0:1-Niederlage gegen Costa Rica frühzeitig zu seinem Stammklub zurück.

## Erfolge
| - dreifacher All-Serra-League-Preisträger - First-Team-Accolades als Junior und Senior - zweifacher Division-I-All-CIF - First-Team-Anerkennung im Jahr 2005 - 2005: MVP der Friars - 2005: MVP der Serra League - 2005: All-Orange-County-Ehrung | - 2006: Sieger der NCAA Division I Men’s Soccer Championship - 2007: Torschützenkönig der Big West Conference (11 Treffer) - 2007: „Big West Offensive Player of the Year“ - 2007; Wahl ins „All-Big-West-First-Team“ - 2008: Wahl ins „College-Soccer-News-All-American-Second-Team“ - 2008: Wahl ins „NSCAA-All-American-Third-Team“ - 2008: Wahl ins „All-Far-West-First-Team“ - 2008: Semifinalist um den Erhalt der Hermann Trophy |

### Bei D.C. United
- 2009: Finalist des Lamar Hunt U.S. Open Cup